# Филип Жаруски
Филип Жаруски (фр. Philippe Jaroussky; Мезон Лафит, 13. фебруар 1978) француски је контратенор. Познат је по виртуозној техници и надахнутим интерпретацијама барокног вокалног репертоара. Поред барокног репертоара, изводио је вокалну музику француских аутора 19. и 20. века. Добитник је више музичких награда, између осталих, Грамафон награде за уметника године, Хендлове музичке награде, Гран прија удружења музичких критичара, Награде Шарл Крос, Награде за најбољег француског лирског уметника и других.

## Биографија
Филип Жаруски се школовао на колежу у Сартрувилу, а потом на Конзерваторијуму у Версају. Са једанаест година је започео учење виолине, да би се потом заинтересовао за клавир. Са осамнаест година присуствовао је барокном концерту контратенора Фабрисија ди Фалкоа, што га је инспирисало да почне да похађа часове код његовог професора певања Николе Фалијенеа, са ким и дан данас сарађује. Иако је његов глас природни баритон, Жаруски тврди да је одувек желео да пева контратенорске деонице јер га је привлачила висока лага због његовог првог инструмента виолине.
Каријеру је започео наступом 1999. године на фестивалу у Ројомону где је тумачио улогу у Скарлатијевом ораторијуму. Имао је 21 годину и тек три године певачког искуства, али је наступ добио веома позитивне критике стручне јавности и публике..
Снимио је више од 35 албума. Поред стандардног репертоара барокних великана, попут Вивалдија, Баха, Скарлатија, Хендла и других, Жаруски је отпевао и снимио песме мање познатих барокних композитора попут Антонија Калдаре, али и вокална дела француских композитора 19. и 20. века: Рејналда Хана, Жила Маснеа, Сесила Шаминада и Габријела Фореа.

## Дискографија
- Vivaldi, Pieta, Œuvres sacrées pour alto, Avec l'Ensemble Artaserse, Erato, 2014
- Pergolèse, Stabat Mater, Laudate pueri Dominum, Confitebor tibi Domine. Avec Julia Lezhneva, Coro della Radiotelevisione svizzera, Lugano, I Barocchisti & Diego Fasolis. Erato, 2013
- Farinelli - Porpora Arias. Avec Cecilia Bartoli (2 duos), Venice Baroque Orchestra & Andrea Marcon. CD Erato, 2013
- La Voix des rêves. 2CD Virgin Classics, 2012
- Leonardo Vinci : Artaserse. Avec Max Emanuel Cenčić, Franco Fagioli, Daniel Behle, Valer Barna-Sabadus, Yuriy Mynenko, Concerto Köln & Diego Fasolis. 3CD Virgin Classics, 2012
- Los Pajaros perdidos. Avec Christina Pluhar & L'Arpeggiata. Virgin Classics, 2012
- Duetti. Avec Max Emanuel Cencic, Les Arts Florissants, William Christie, Virgin Classics, 2011
- Gabriel Fauré, Requiem. Avec Matthias Goerne, Chœur et Orchestre de Paris, Paavo Järvi. Virgin Classics, 2011
- Antonio Caldara, Caldara in Vienna. Avec Concerto Köln, Emmanuelle Haïm. Virgin Classics, 2010
- Via Crucis. Avec Christina Pluhar & L'Arpeggiata, Barbara Furtuna. Virgin Classics, 2010.
- Jean-Chrétien Bach, La Dolce Fiamma: Forgotten castrato arias. Avec le Cercle de l'Harmonie, Jérémie Rhorer. Virgin Classics, 2009.
- Opium, mélodies françaises. Avec Jérôme Ducros, Renaud Capuçon, Gautier Capuçon, Emmanuel Pahud. Virgin Classics, 2009 (Chambre Syndicale Typographique Parisienne, salle Akustica, Paris, 7-13 juillet 2008).
- Georg Friedrich Haendel, Faramondo. Avec Max Emanuel Cencic, Sophie Karthäuser, de Liso, Sim, Xavier de Sabata. Virgin Classics, 2009 (Radio Svizzera di lingua italiana, Lugano, Auditorio Stelio Molo, 19-24 octobre 2008).
- Lamenti. Le Concert d'Astrée. Avec Emmanuelle Haïm & Le Concert d'Astrée, Rolando Villazón, Natalie Dessay, Véronique Gens, Christopher Purves, Joyce DiDonato, Lehtipuu, Patrizia Ciofi, Laurent Naouri, Marie-Nicole Lemieux. Virgin Classics, 2008.
- Claudio Monteverdi, Teatro d'amore. Avec Christina Pluhar & L'Arpeggiata, Nuria Rial, Auvity, van Elsacker, Fernandes. Virgin Classics (août 2007 à Vredenburg, Utrecht ; janvier/novembre 2007 et janvier 2008 à la chapelle Notre-Dame de Bon-Secours, Paris).
- Antonio Vivaldi, La Fida Ninfa. Avec Marie-Nicole Lemieux, Sandrine Piau, Cangemi, Mingardo, Lehtipuu, Regazzo, Senn. Ensemble Matheus, Jean-Christophe Spinosi. Naïve (mai 2008, N.D. du Liban, Paris (France)).
- Antonio Vivaldi, Nisi Dominus/Stabat Mater. Avec Lemieux. Ensemble Matheus, Jean-Christophe Spinosi. Naïve (juillet 2007, Salle Surcouf, Brest (France)).
- Jean-Sébastien Bach, Magnificat - Georg Friedrich Haendel: Dixit Dominus. Avec Natalie Dessay, Karine Deshayes, Toby Spence, Laurent Naouri. Le Concert d'Astrée & Emmanuelle Haïm. Virgin Classics, 2007
- Carestini, the story of a castrato. Avec Le Concert d'Astrée, Emmanuelle Haïm. Virgin Classics, 2007
- Vivaldi Heroes. Avec Ensemble Matheus, Jean-Christophe Spinosi, Magali Imbert. Virgin Classics (rec. October 2006, Auditorium de l'École Nationale de Musique, Brest, France).
- Beata Vergine, Motets à la Vierge entre Rome et Venise. Avec l’Ensemble Artaserse. Virgin Classics (rec. Décembre 2005, Église Notre-Dame du Liban, Parigi, France).
- Antonio Vivaldi, Griselda. Lemieux, Cangemi, Kermes, Ferrari, Davies. Ensemble Matheus, Jean-Christophe Spinosi. Naïve - Opus 111 (novembre 2005, Salle Surcouf, Foyer du Marin, Brest, France).
- Antonio Vivaldi, Virtuoso cantatas. Avec l’Ensemble Artaserse. Virgin Classics (rec. Octobre 2004, Chapelle des sœurs auxiliaires, Versailles, France).
- Claudio Monteverdi: L'Orfeo. van Rensburg, Gerstenhaber, Thébault, Gerstenhaber, Gillot, Kaïque. La Grande Écurie, Jean-Claude Malgoire. Dynamic (octobre 2004, Théâtre Municipal, Tourcoing, France).
- Antonio Vivaldi, Orlando furioso. Larmore, Lemieux, Cangemi. Ensemble Matheus, Jean-Christophe Spinosi. Naïve - Opus 111 (juin 2004, Église de Daoulas, Bretagne, France).
- Claudio Monteverdi, Selva morale e spirituale. Spiritualità e liturgia/I salmi vespertini/Vespro dei Martiri/L'eloquenza divina. Ensemble Elyma, Gabriel Garrido. Ambronay Édition (2003/2004, Festival de Ambronay, France).
- Un concert pour Mazarin. Avec l’Ensemble La Fenice, Jean Tubéry. Virgin Classics, 2004 (juin 2003, Abbaye de Saint-Michel, Thiérache, France).
- Georg Friedrich Haendel, Agrippina. Gens, Perruche, Smith, Grégoire, di Falco. La Grande Écurie, Jean-Claude Malgoire. Dynamic (mars 2003, Théâtre Municipal, Tourcoing, France).
- Benedetto Ferrari, Musiche varie. Ensemble Artaserse. Ambroisie (rec. octobre/décembre 2002, Chapelle Jésus-Enfant - Paroisse Ste. Clothilde, Parigi, France).
- Antonio Vivaldi, La Verità in cimento. Rolfe-Johnson, Stutzmann, Laurens, Mingardo. Ensemble Matheus, Jean-Christophe Spinosi. Naïve - Opus 111 (septembre 2002, Église de Daoulas, Bretagne, France).
- Antonio Vivaldi, Catone in Utica. Edwards, Laszczkowski, Cangemi, Faraon. La Grande Écurie, Jean-Claude Malgoire. Dynamic (novembre 2001, Théâtre Municipal, Tourcoing, France).
- Giovanni Battista Bassani : La morte delusa. Galli, del Monaco, Piolino, Sarragosse. Ensemble La Fenice, Jean Tubéry. Opus 111 (rec. août 2001, Delft, Pays-Bas).
- Pierre Menault, Vêpres pour le Père la Chaize. Greuillet, Janssens, Lombard, van Dyck. Ensemble La Fenice, Jean Tubéry. K617 (avril 2001, collégiale Saint-Lazare, Avallon, France).
- Claudio Monteverdi, L'incoronazione di Poppea. Laurens, Oliver, Schofrin, Oro. Ensemble Elyma, Gabriel Garrido. K617 (juillet/août 2000, Chiesa San Martino, Erice, Italie).
- Alessandro Scarlatti, Il Sedecia, re di Gerusalemme - Gérard Lesne (Sedecia) ; Virginie Pochon (Anna) ; Philippe Jaroussky (Ismaele) ; Peter Harvey (Nabucco) ; Mark Padmore (Nadabbe) ; Il Seminario Musicale (2-6 novembre 1999, 2CD Virgin 5 45452 2 / Warner)